# Rumburak lateripunctatus
Rumburak lateripunctatus Wesolowska, Azarkina & Russell-Smith, 2014 è un ragno appartenente alla famiglia Salticidae.

## Etimologia
Il nome proprio deriva dall'aggettivo latino lateripunctatus, -a, -um, che significa punteggiato lateralmente, e si riferisce al caratteristico pattern dell'opistosoma di questa specie.

## Caratteristiche
L'olotipo maschile ha un cefalotorace lungo 2,6mm, largo 2,0mm e spesso 0,9mm.
Il paratipo femminile ha un cefalotorace lungo 2,5-2,8mm, largo 2,0-2,1mm e spesso 0,9mm.
Questa specie è caratterizzata dalla colorazione chiara dell'addome, con solo alcune macchie scure ai margini laterali, da cui il nome proprio. La struttura del pedipalpo maschile ricorda leggermente quella di R. bellus, ma la tibia è più lunga, il lobo prossimale del bulbo è molto corto, l'embolo è più corto e l'apofisi tibiale è appuntita; inoltre i dotti seminali sono corti e larghi.

## Distribuzione
La specie è stata reperita in Sudafrica, nella Provincia del Capo Occidentale. Di seguito alcuni rinvenimenti:
1. l'olotipo maschile è stato rinvenuto fra la vegetazione di una valle torrentizia, in località Hermanus, all'interno della riserva naturale Fernkloof, dal descrittore Russell-Smith l'11 agosto 1978[1].
2. due paratipi femminili sono stati rinvenuti nella riserva forestale Table Mountain National Park, in località Rooikat Ravine, fra le trappole per formiche con esca zuccherina, nella foresta afromontana, da C. Uys, il 21 febbraio 2009[1].

## Tassonomia
È la specie tipo del genere.
Al 2022 non sono note sottospecie e dal 2014 non sono stati esaminati nuovi esemplari.